# Aganippe cupulifex
Aganippe cupulifex is een spinnensoort in de taxonomische indeling van de valdeurspinnen (Idiopidae).
Het dier behoort tot het geslacht Aganippe. De wetenschappelijke naam van de soort werd voor het eerst geldig gepubliceerd in 1957 door Barbara York Main.